# Challenger de Cary
El Cary Challenger es un torneo profesional de tenis. Pertenece al ATP Challenger Tour. Se juega desde el año 2015 sobre pistas de polvo de ladrillo, en Cary, Estados Unidos.

## Palmarés

### Individuales
| Año      | Campeón          | Finalista                 | Resultado          |
| -------- | ---------------- | ------------------------- | ------------------ |
| 2023 (2) | Zachary Svajda   | Rinky Hijikata            | 7–6(7–3), 4–6, 6–1 |
| 2023 (1) | Adam Walton      | Nicolas Moreno de Alboran | 6–4, 3–6, 7–5      |
| 2022     | Michael Mmoh     | Dominik Koepfer           | 7–5, 6–3           |
| 2021 (2) | Mitchell Krueger | Bjorn Fratangelo          | 6–4, 6–3           |
| 2021 (1) | Mitchell Krueger | Ramkumar Ramanathan       | 7–6(8–6), 6–2      |
| 2020     | Denis Kudla      | Prajnesh Gunneswaran      | 3–6, 6–3, 6–0      |
| 2019     | Andreas Seppi    | Michael Mmoh              | 6–2, 6–7(4–7), 6–3 |
| 2018     | James Duckworth  | Reilly Opelka             | 7–6(7–4), 6–3      |
| 2017     | Kevin King       | Cameron Norrie            | 6–4, 6–1           |
| 2016     | James McGee      | Ernesto Escobedo          | 1–6, 6–1, 6–4      |
| 2015     | Dennis Novikov   | Ryan Harrison             | 6–4, 7–5           |

### Dobles
| Año      | Campeones                                 | Finalistas                             | Resultado                  |
| -------- | ----------------------------------------- | -------------------------------------- | -------------------------- |
| 2023 (2) | Andrew Harris Rinky Hijikata              | William Blumberg Luis David Martínez   | 6–4, 3–6, [10–6]           |
| 2023 (1) | Evan King Reese Stalder                   | Miķelis Lībietis Adam Walton           | 6–3, 7–6(7–4)              |
| 2022     | Nathaniel Lammons Jackson Withrow         | Treat Huey John-Patrick Smith          | 7–5, 2–6, [10–5]           |
| 2021 (2) | William Blumberg Max Schnur               | Stefan Kozlov Peter Polansky           | 6–4, 1–6, [10–4]           |
| 2021 (1) | Christian Harrison Dennis Novikov         | Petros Chrysochos Michail Pervolarakis | 6–3, 6–3                   |
| 2020     | Teymuraz Gabashvili Dennis Novikov        | Luke Bambridge Nathaniel Lammons       | 7–5, 4–6, [10–8]           |
| 2019     | Sekou Bangoura Michael Mmoh               | Treat Huey John-Patrick Smith          | 4–6, 6–4, [10–8]           |
| 2018     | Evan King Hunter Reese                    | Fabrice Martin Hugo Nys                | 6–4, 7–6(8–6)              |
| 2017     | Marcelo Arévalo Miguel Ángel Reyes-Varela | Miķelis Lībietis Dennis Novikov        | 6–7(6–8), 7–6(7–1), [10–6] |
| 2016     | Philip Bester Peter Polansky              | Stefan Kozlov Austin Krajicek          | 6–2, 6–2                   |
| 2015     | Chase Buchanan Blaž Rola                  | Austin Krajicek Nicholas Monroe        | 6–4, 6–7(5–7), [10–4]      |